# Perro de caza

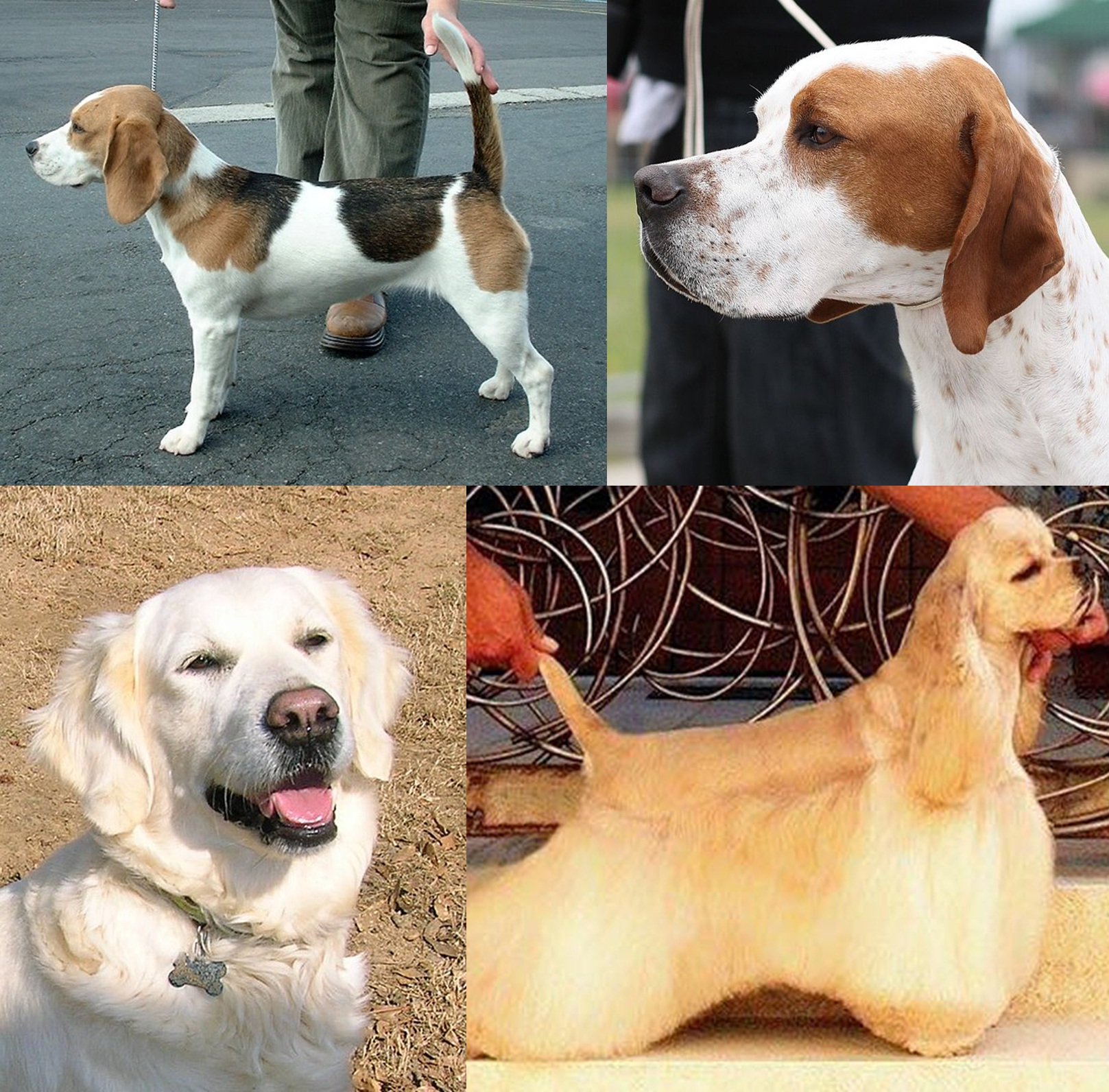
Perros de caza. De izquierda a derecha y de arriba abajo, las siguientes razas son: beagle (sabueso), pointer inglés (perro de muestra), golden retriever (perro cobrador) y cocker americano (spaniel).

Los perros de caza son aquellos canes utilizados para asistir al ser humano durante la cacería. Por lo general, los perros de caza se mueven en tres categorías principales: perro perdiguero o de cobro, perro de aguas y perro pointer o de muestra.
La caza fue la última de las actividades que el hombre y el perro realizaron de forma conjunta desde su domesticación. A lo largo de este periodo de miles de años, el hombre ha ido seleccionando al perro para las distintas tareas que le eran necesarias, de tal forma que en la actualidad existen cientos de razas distintas y muy especializadas.

## Características de un perro de caza
Un buen perro de caza debe presentar las siguientes aptitudes: 
- Instinto: solo los perros ansiosos por la caza buscan con afición y con intensidad, haciendo caso omiso al cansancio y a las más duras condiciones tanto climáticas como orográficas, buscando en la montaña de arriba abajo.
- Fuerza: para soportar las duras condiciones de la caza.
- Olfato: si el perro no tiene olfato solo descubrirá las tomas cuando está delante de sus narices los recursos.
- Ladrar: aquel perro que no tiene la inclinación a ladrar no es útil para según qué tipo de caza, ya que no avisa al ver a una pieza, y puede poner en peligro su vida si, enfrentándose solo a un jabalí, no reclama la ayuda de la jauría.
- Valentía: solo el perro valiente se atreve a encararse al jabalí o entrar a morderlo cuando éste se detiene o duda en su huida. Si solo es descubierto por un perro que no tiene suficiente coraje éste no será capaz de hacerlo huir.
- Iniciativa: únicamente el perro que improvisa es capaz de salir sano y salvo de las situaciones más diversas.
- Tamaño: el jabalí debe sentir la fuerza de los perros. En caso contrario, permanecerá en su emplazamiento sin inmutarse.

## Tipos
Según la clasificación de la FCI, seis de sus diez grupos corresponden exclusivamente a perros de caza, en sus distintas modalidades y dentro del grupo V también encontramos razas que son usadas en la caza. Así encontramos perros sabuesos, lebreles, terriers, perros de muestra, perros cobradores, perros de agua, perros levantadores o Spaniels, perros nórdicos de caza.

### Sabueso

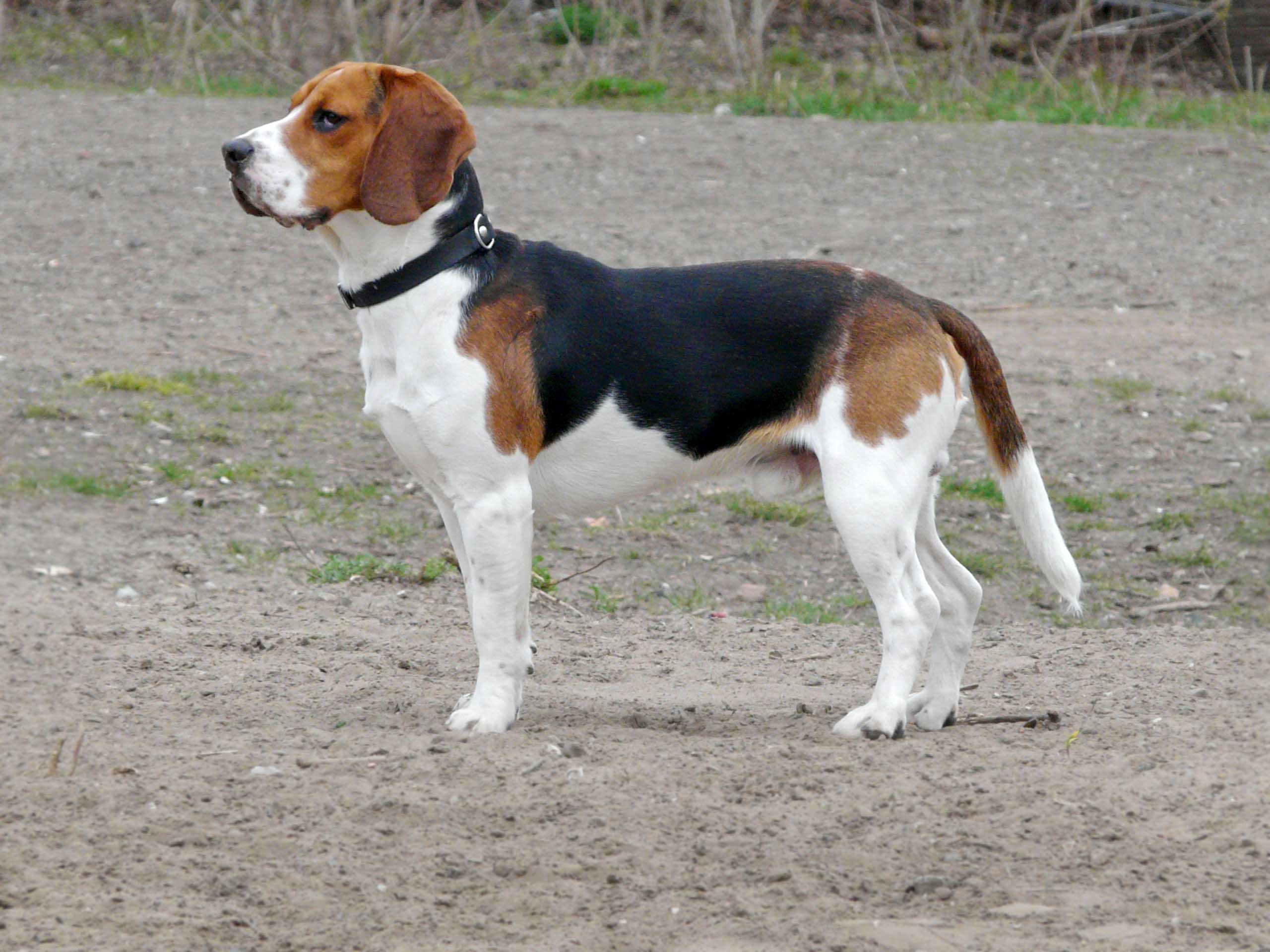
Beagle, raza de sabueso.

Los sabuesos son perros una gran capacidad olfativa, de gran variedad de tamaño y colores, pueden cazar solitario o en grupo, denominándose al grupo jauría. Tras encontrar el rastro de la presa empiezan a perseguirla mientras van latiendo, es decir, ladrando, para avisar a los cazadores del recorrido que va haciendo en la espesura. Pueden detectar el rastro de olor dejado por una pieza de caza muchas horas después de que ésta haya pasado por el lugar.
Son utilizados para la caza menor y para la caza mayor. La FCI creó para estos canes el Grupo VI.
Los rastreadores son perros con una gran capacidad olfativa, pueden cazar en solitario o en grupo, un conjunto de 20 a 30 perros dirigidos por los cazadores, que tiene por función detectar la toma, sacarla de su madriguera, llevarla donde se emplazan los tiradores, ladrar para delatar su trayectoria y, en caso de que sea posible, apresar para que el cazador pueda rematar en cuchillo. El buen cazador valora la jauría, ya que reconoce y agradece su labor y, por tanto, cuida su actuación para no disparar nunca a una pieza cuando se encuentra rodeada de perros, ya sea durante una fuga o bien en el curso de un agarre. Si los perros se asustan cuando están mordiendo pueden dejar de hacerlo y, en el futuro, sentir miedo durante meses o para siempre. Cada jauría demuestra la personalidad, la seriedad y la profesionalidad del propietario. Pero es de desear que los ejemplares sean homogéneos, perros bravos, encastados, vigorosos y especializados en todas o en alguna de las funciones que deben ocuparse durante la cacería.
Son utilizados por la caza menor y por la caza mayor. La FCI los clasifica en el grupo VI: perros rastreadores, de rastro y razas semejantes.
A lo largo del tiempo se desarrolló una especial manera de seguir los perros, con particularidades diferentes según el país de que se tratara, siguiendo al caballo. Así, en Francia se impulsó la caza del ciervo, en Inglaterra la del zorro y España la de la liebre y el jabalí.
Hay un ritual, similar a la caza del zorro en Inglaterra, donde el objetivo primordial de cada jinete es mantenerse al frente del pelotón perseguidor de la presa, lo más pegado posible a los perros. Hugo Mainel, en el siglo XVIII, seleccionó perros especiales que pudieran contrarrestar las artimañas del zorro y acosarlo a toda velocidad en campo abierto, impulsando este tipo de caza rapidísima. El Beagle, Harrier y Foxhound son las razas más frecuentemente utilizadas. El zorro, sin embargo, es capaz de utilizar tácticas diversas que despistan a los perros y cubre grandes extensiones de terreno, llevando los jinetes de los llanos a lo alto y del bosque en el prado.
En la península ibérica, la caza de la liebre con mangos es una tradición fomentada. Cabalgar a galope tendido en busca de un grupo de perros que persiguen a la liebre con un despliegue impresionante de fuerza, agilidad, astucia y valentía, puede generar una emoción indescriptible. Se puede observar como la toma finta, se escurre y finalmente se pierde después de una carrera a muerte que puede haber durado minutos. Pero también se caza a pie con la ayuda de perros rastreadores, el ciervo, el rebeco, el corzo o el jabalí.
Otros animales que se cazan con la ayuda de perros de rastro son el leopardo de las nieves, la foca y el reno. Pero, sin duda, la caza del león y del tigre son las más espectaculares. El Perro crestado rodesiano es el más frecuentemente utilizado para rastrear a los leones que acaban siendo abatidos con el fusil.
En Canadá, en Rusia y en Finlandia se caza también el oso, con el perro de osos de Carelia y en Escandinavia también cazan con la ayuda de perros rastreadores y de trineo.

### Terrier

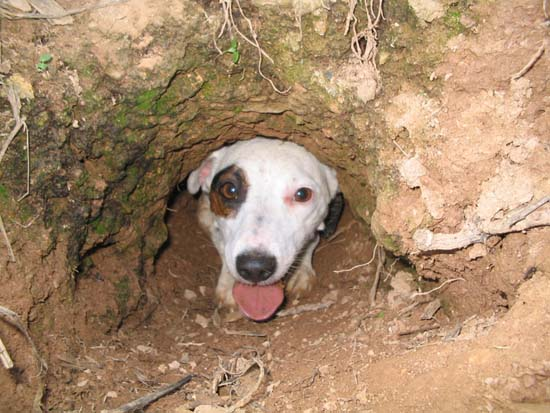
Un Jack Russell terrier saliendo de una madriguera.

Los terriers son razas originarias en su mayoría de las islas británicas. Poseen un carácter muy vivo y audaz. Han sido utilizados para la caza de alimañas en su propia madriguera. Las razas que pertenecen a este tipo están incluidas en el Grupo III.
Los más difundidos son los perros de la familia terrier y los teckel alemanes, todos ellos perros de cae, que entran bajo tierra y hacen salir la presa.
Aunque todavía se siguen utilizando perros pequeños para la caza, tal como se venía haciendo desde siempre, muchas de estas razas a consecuencia de su pequeño tamaño, han pasado a desempeñar tareas de compañía, y ello a pesar de su carácter obstinado.
El adiestramiento de los perros de madriguera es muy sencillo, no hace falta motivar a los perros para la caza del tejón o del zorro, ya que casi todas las razas muestran una aversión instintiva por estas especies animales.
Hay adiestradores que preparan túneles artificiales, zanjas tapadas con plaquetas de madera, por ejemplo, con un pasillo de entrada, un distribuidor central, y algunas galerías, disponen en la parte final de una sucesión de puertas, que constituyan jaulas móviles para poner el animal vivo con el que se quiere entrenar al perro. Cuando el perro siente el olor de la presa y ladra ante la puerta que los separa, se abre la posterior para que se aleje la toma del perro y ser nuevamente cerrada más atrás, permitiendo al perro avanzar y ladrar de nuevo.
La guarida real suele estar en cualquier zona donde el terreno facilite su excavación, pero también puede localizarse en el hueco del tronco de un viejo árbol o entre sus raíces.
Naturalmente, el éxito de la caza en madrigueras depende no solo de la experiencia del cazador y del perro, sino también de la densidad de piezas en un determinado territorio de caza.

### Perro de muestra

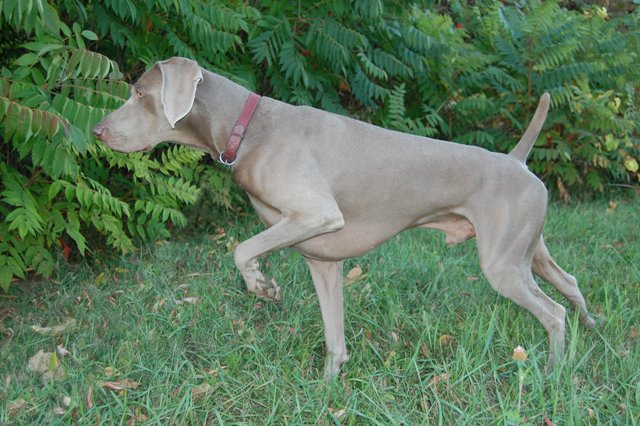
Un braco de Weimar haciendo la muestra.

Los perros de muestra, también conocidos como pointers o bracos, son perros utilizados en la caza menor y que tienen la particularidad de que al localizar la presa, se quedan quietos, señalando al cazador dónde está la caza. Están incluidos en el grupo VII.
La técnica de caza de aves es muy diferente a la de las presas terrestres, ya que vuelan al oír el peligro y, si lo hacen antes de estar en distancia de tiro de escopeta, de nada servirá que sean descubiertas por el perro. Debe identificarse la presa, pero debe interrumpirse su acción en este preciso instante, haciendo la muestra, es decir, deteniéndose por completo antes de saltar sobre ella para dar tiempo al cazador a que se aproxime. Este momento se ha ido alargando progresivamente gracias a la selección dirigida por el hombre, de manera que actualmente hay perros capaces de mantenerla durante minutos.
Por otra parte, la presa se queda inmóvil, conducta instintiva de supervivencia ante el peligro que supone un posible depredador. La presa, sintiendo la proximidad del perro, permanece prudentemente estática en un intento de pasar desapercibida o ser considerada muerta. En realidad, esta forma de defensa es enormemente eficaz en la naturaleza. Y también instintivamente, la inmovilidad del ave bloquea los deseos del perro para lanzarse sobre ella.
El perro de muestra y el cazador forman un equipo indisoluble, una perfecta máquina de cazar, donde la eficacia se basa en la efectividad de cada una de las partes. El perro enseña, apuntando la presa y el cazador la abate.
Cuando la densidad de la vegetación impide el disparo largo, el perro debe acercarse mucho, a veces a escasa distancia.
Para cazar la perdiz roja, la codorniz y otras especies de pluma, es necesario que el perro sea resistente e infatigable y además debe saber desplazarse por todas las vertientes del terreno, por encima del cazador, por la tendencia de estos animales a volar de arriba abajo, como dejándose caer. Sin embargo, las codornices que se esconden en terrenos abiertos, se cazan de maravilla con razas británicas, como el setter y el pointer, grandes bateadores del terreno.

### Perro cobrador

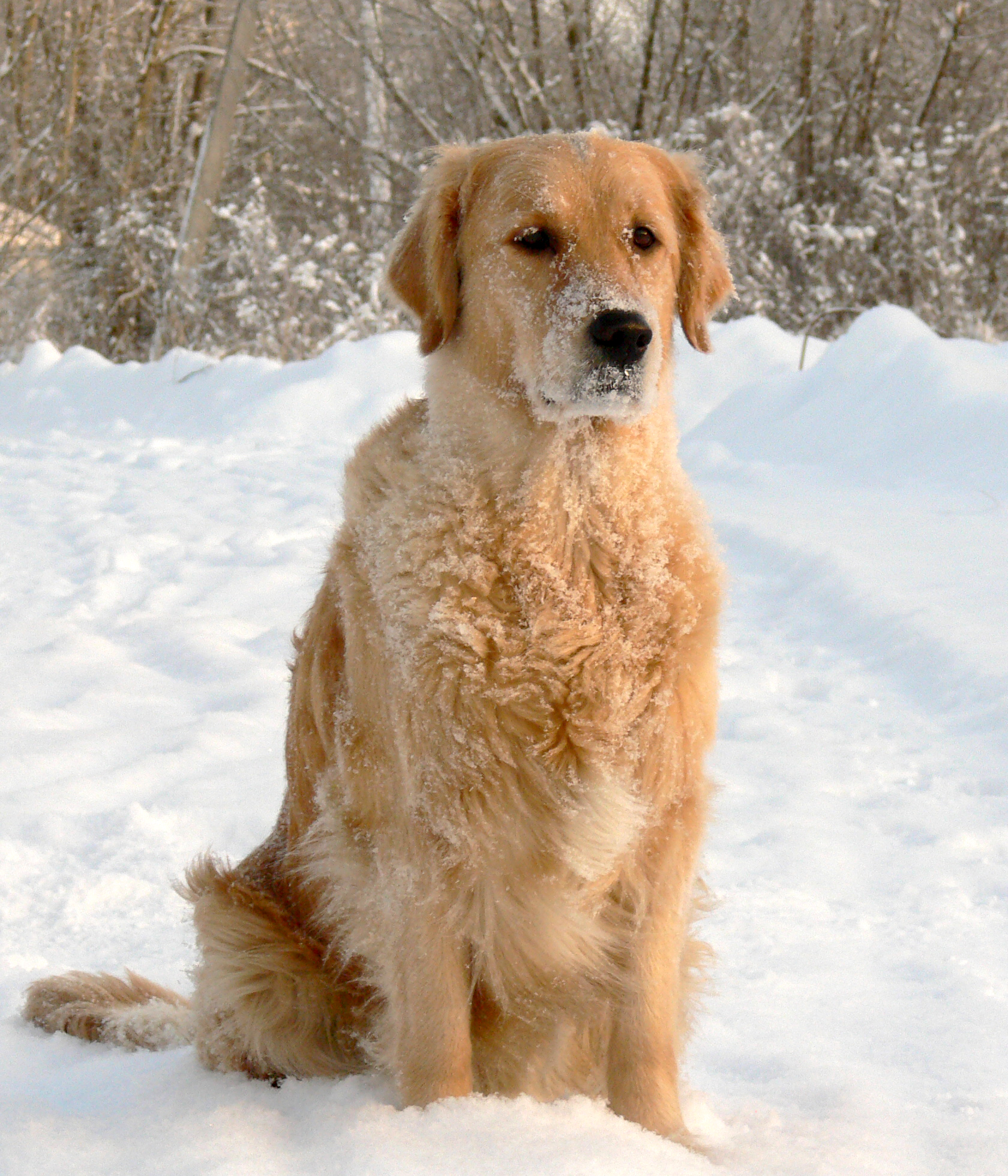
Un golden retriever.

También llamado retriever o perro perdiguero, u habilidad principal es su capacidad para buscar y traer sin dañar a las presas caídas al suelo que los cazadores no hayan podido recoger.
Como las aves aún tras el disparo vuelan y a veces hay una gran distancia (incluso llena de obstáculos del terreno difícilmente franqueables) entre el lugar de su caída y el del cazador se requiere que el perro recoja la caza allí donde el cazador no puede llegar y la transporte hasta este.
Muchas de las razas de muestra comparten el instinto de cobro, pero no todas. Así como los bracos son cobradores innatos, los setters y los pointers deberán ser adiestrados para el cobro; aun así algunos nunca llevarán las piezas.
El hombre ha obviado este inconveniente seleccionando razas especializadas en el cobro, como los perros cobradores, que actúan junto a perros de muestra cobrando presas abatidas durante la cacería.

#### Perro de agua
Estos perros tienen una especial preferencia por el agua, siendo muy utilizados como perros cobradores en la caza de aves acuáticas. Los perros de agua son un grupo de razas caninas caracterizadas por ser de tamaño mediano y tener el pelo de consistencia lanosa y rizado. Se suelen utilizar para el cobro de aves en zonas pantanosas y marinas.

### Perro levantador

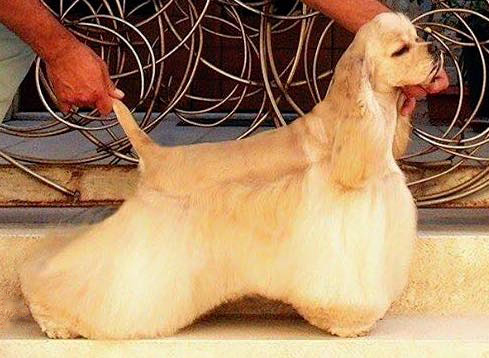
Cocker americano.

Estos perros hacen salir o "levantar" a animales de caza, especialmente a aves, fuera de su escondite, para que el cazador los pueda ver.
Los perros spaniel son especialistas en hacer levantar el vuelo a las aves, históricamente antes de que aparecieran las armas de fuego, cuando eran utilizados para la caza con halcones. En lugares donde la caza está escondida es necesario un perro que haga volar a las aves.

### Lebrel

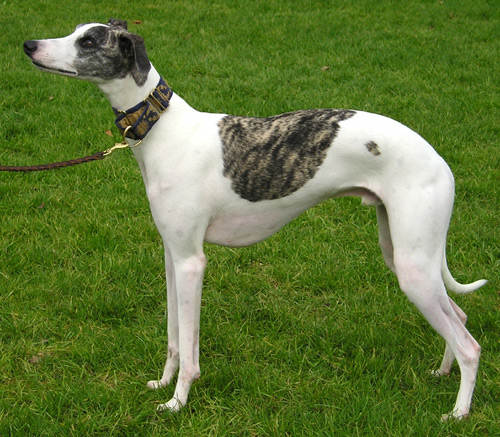
Whippet.

Los lebreles o galgos son perros adaptados para la carrera, localizan a sus presas mediante la vista y tras una rápida persecución la alcanzan y matan. Están incluidos en el grupo X de la FCI.
Perro de caza caracterizado por las formas esbeltas, los miembros largos y el volumen reducido de la caja craneal. Su constitución física les hace estar muy bien dotados para la carrera, en la que pueden tomar grandes velocidades. Suelen ser más altos que largos, la cabeza es estrecha y las orejas semierectas y presentan un gran sentido de la vista, al revés que la mayoría de razas caninas. Se usan para la caza mayor en jaurías y para la caza del conejo y la liebre, de donde toman su nombre genérico.
En Asia menor se cazaban a caballo gacelas mediante la ayuda de galgos saluki, que la descubrían y perseguían por el desierto hasta que la mataban o era abatida por halcones.

## Adiestramiento para la caza
Para que un perro sea realmente útil para la caza debe, como cualquier otro, cumplir las fases de domesticación, socialización y adiestramiento específico. Y, en cuanto a la última, nos referiremos a este a los principales aspectos del adiestramiento específico.
Los perros deben saber convivir y cazar juntos y acudir a la llamada del cazador. Solo los perros de agarre que siguen de cerca a este necesitan aprender una obediencia básica.
Todos los perros que cazan cerca del cazador, en la mano, deben saber ir, sentarse, tumbarse y caminar junto al guía cuando se les ordene.
Los perros de muestra, además, se trabajarán específicamente en este sentido. Para la mayoría de perros de bozal, esta conducta es innata y solo tendrá que darle al perro oportunidad de ir adquiriendo experiencia. Cuando se desea que el perro participe en competiciones de caza, deberá recurrir a un adiestramiento especializado. 

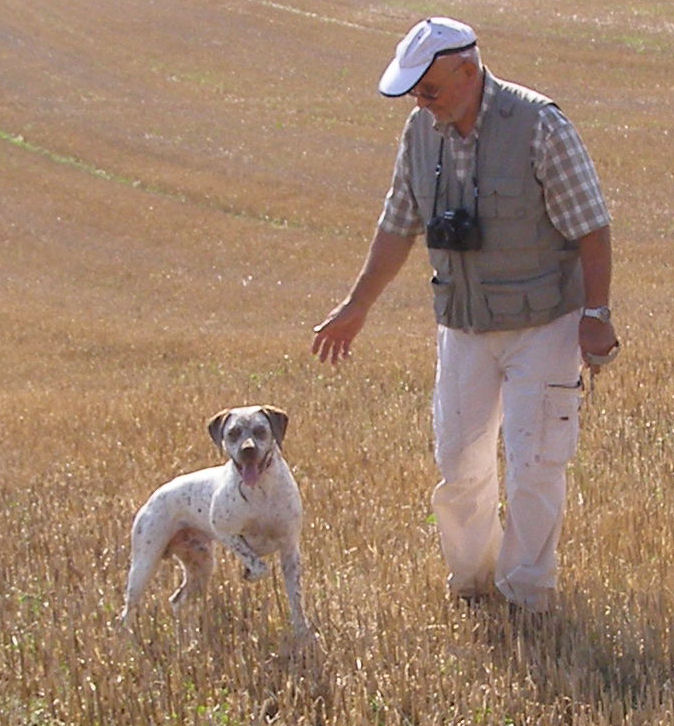
Braco de Borbón aprendiendo a pararse ante la presa.

Los perros de cobro constituyen un caso aparte.
El hecho en sí de cobrar es verdaderamente complejo, ya que requiere la suma de todas las habilidades del perro. Para analizar la acción global, es conveniente dividirla en las siguientes fases: 
1. Localización de la presa.
2. Recogida.
3. Llevar la presa al dueño.
4. Posicionamiento ante él.
5. Soltar la presa a la orden.

El localizar la presa requiere de un conjunto de habilidades que se desarrollan progresivamente, en relación directa con la adquisición de experiencia. El guía solo debe permitir que su perro acumule vivencias y debe fomentar que desarrolle su creatividad, su capacidad de adaptación a las circunstancias y su ingenio para la improvisación.
Pero, como las otras fases del cobro deberán ser realizadas siempre de la misma manera, es preferible que el guía enseñe a su perro interviniendo desde el principio. Hay que construir un aprendizaje con visión de conjunto, no olvidando que el cobro es un todo dinámico y que la transición entre las diferentes etapas teóricas debe ser fluida y llena de naturalidad.
Todos los perros de caza pueden someterse al test de la "mariposa", para valorar sus condiciones innatas de muestra y de toma. La mariposa es un artefacto que se arma utilizando una caña de pescar con hilo, en este extremo se sujeta un cebo que, preferiblemente no debe ser una pieza real para evitar que, si el cebo sufre un desagradable contratiempo y se enrede al hilo mal manejado, por ejemplo.
El paso siguiente es dejar que jueguen fuera de su madriguera con el artefacto al completo, dejado en el suelo (un palo con unos 40 cm de seda de pescar y un trapitos ligado al extremo), para que se acostumbren a él. Ya en este momento los cachorros que muestren miedo revelarán que difícilmente servirán para cazar en grupo.
A continuación, uno o dos días después, separados del grupo los tímidos, el examinador manejará con el palo del cebo, moviendo primero para generar impulso de caza y deteniendo repentinamente. Ahora se ha de observar el comportamiento del resto de la camada. Aquel que se muestra en la primera y, después, busca con su olfato la presa artificial es sin duda el mejor. Se acabó la prueba para él. Y el resto de los hermanos mostrará el observador experto un buen número de características que representan de forma directa las actitudes genéticamente heredadas. Estará aquel que se haga el listo y corte el movimiento del trapo, el que no pare y se lance sobre él, el que lo muerda con codicia y lo retenga contra el suelo, el que lo sujete con suavidad, el que lo ladre nerviosamente, etc.

## Abandono de perros de caza
Al finalizar la temporada de caza en España centenares de galgos y podencos, entre otros, son abandonados. La cifra aproximada ronda el 11% del total de los abandonos anuales en la península, según el Informe sobre abandono de perros y gatos de 2017 de la Fundación Affinity, cifra sensiblemente baja frente al 89% de perros abandonados que no son de caza, lo que supone que cada año son abandonados alrededor de 12 000 perros. En el informe de 2020 (sobre datos de 2019) la Fundación Affinity ha eliminado la referencia la raza de los perros abandonados (el hecho de que un perro sea de raza cazadora no implica que el propietario los sea, baste como ejemplo los teckels o beagles, razas muy de moda en las ciudades por su pequeño tamaño) y ha pasado a indicar como tercer motivo de abandono de perros "el fin de la temporada de caza" con un 11´6% de los abandonos, si bien, este dato entra en conflicto con su propio informe, donde se indica que no existe estacionalidad en los abandonos, manteniéndose relativamente estables durante todos los meses del año (de hecho febrero, que es cuando generalmente finaliza la caza menor, es uno de los meses con menor porcentaje de abandonos).

## Razas y tipos populares[1]
- Sabuesos
- Perros cobradores
- Perros de muestra
- Terriers
- Spaniels
- Teckels
- Lebreles
- Podencos

## Razas representativas españolas vinculadas a la caza[2]
- Galgo español
- Podenco ibicenco
- Sabueso español
- Alano español
- Pachón navarro
- Perdiguero de Burgos
- Ratonero bodeguero andaluz

## Razas de caza hoy percibidas como de compañía[2]
Varias razas populares de compañía poseen origen cinegético: el Yorkshire terrier se crió para cazar ratas en entornos industriales; el Caniche (poodle) fue utilizado en caza de aves acuáticas; el Schnauzer miniatura se desarrolló para el control de roedores; el Perro de agua español tuvo usos multifunción (pastor, ayudante de pescadores y cazador de aves acuáticas); y el Papillon cuenta con antecedentes ligados al control de roedores en casas nobles; por su parte, Golden retriever y Labrador retriever se originaron como cobradores.